# Yvonne Georgi

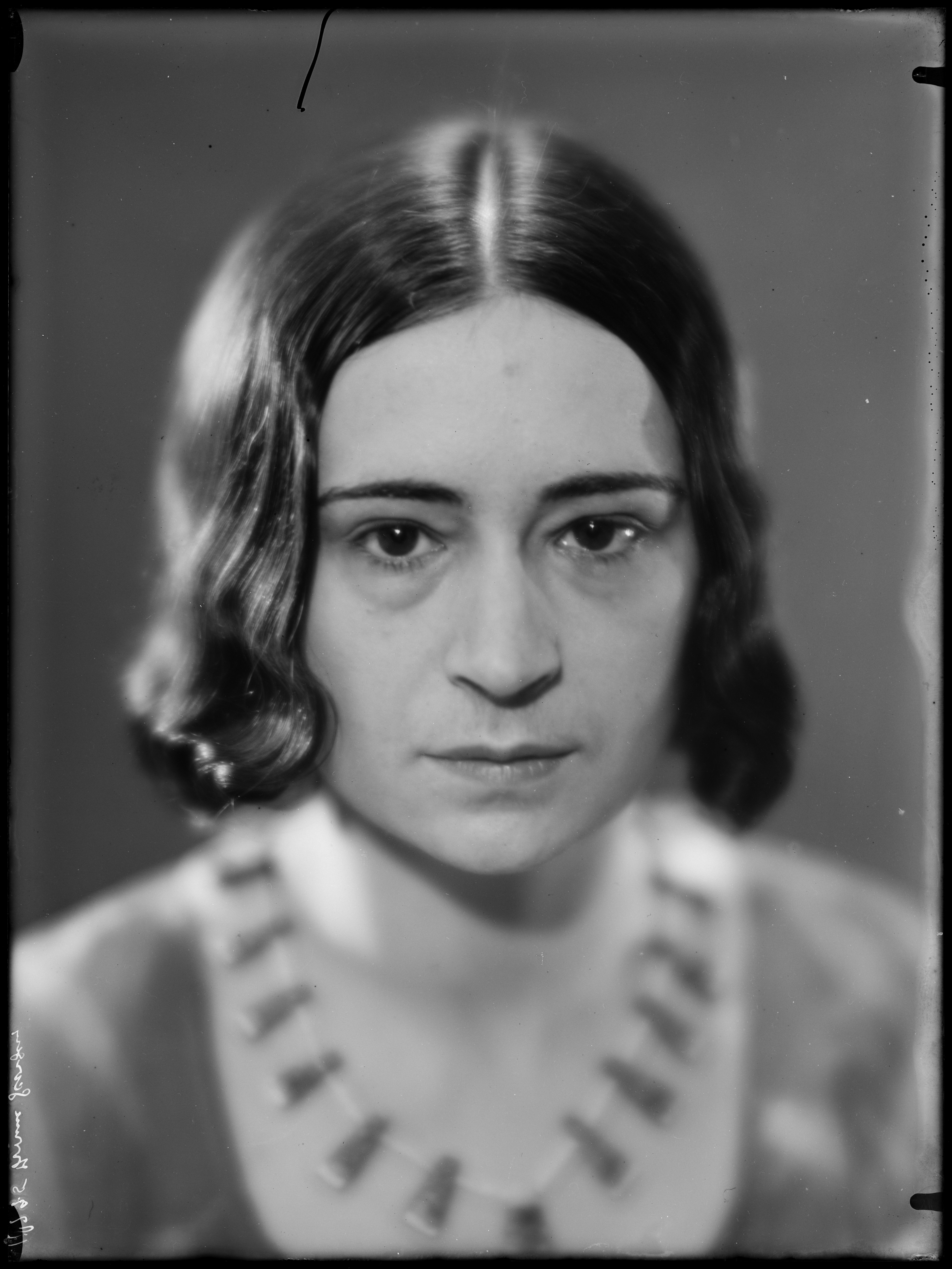
Yvonne Georgi (1938)

Emilie Hortense Felixine Yvonne Georgi-Arntzenius (Leipzig, 29 oktober 1903 – Hannover, 25 januari 1975) was een Duitse danseres, choreografe en balletmeesteres. Naast Gret Palucca en Hanya Holm behoorde zij tot de bekendste leerlingen van Mary Wigman en gaf gedurende tientallen jaren in haar vak belangrijke impulsen. Samen met Harald Kreutzberg maakte zij danstournees door de Verenigde Staten tijdens de jaren twintig en ontgoochelde haar publiek en inspireerde jonge dansers zoals bijvoorbeeld de Mexicaan José Limón.

## Levensloop

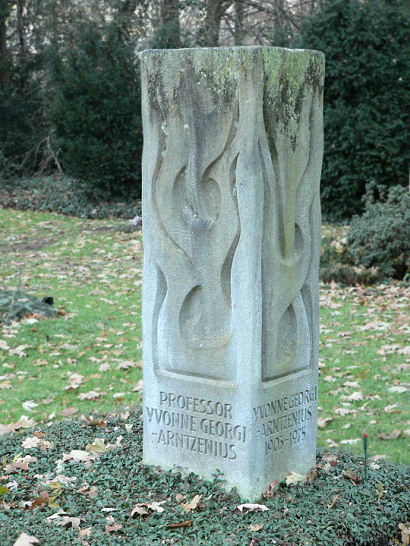
Graf van Yvonne Georgi

Georgi werd geboren als een dochter van de bekende arts Carl Theodor Marius Albrecht Georgi en zijn Franse echtgenote Marguerite Cornélie Astier te Leipzig. Het talent van Yvonne werd niet in een dansopleiding ontdekt, maar tijdens een pantomimeuitvoering in het huis van een vriendin; toen was zij al 17 jaar en in een beroepsopleiding als bibliothecaresse aan de gerenommeerde Deutsche Bücherei te Leipzig. Op advies begon zij toen met danstraining. Al spoedig voerde zij in een warenhuis in Leipzig eigen danscreaties op tijdens zogenoemde bonte namiddagen voor de jeugd (Bunte Nachmittage für die Jugend).
Toen Georgi ontwaarde, dat dans voor haar niet alleen een hobby was, maar haar levensinhoud, stopte zij haar opleiding tot bibliothecaresse en begon aan de dans- en gymnastiekschool van Jacques Dalcroze in Hellerau bij Dresden haar opleiding. Twee maanden later werd zij leerling bij Mary Wigman aan de dansschool in Dresden. Zes maanden later verzorgde zij haar eerste optreden in een groep, samen met Mary Wigman, en in december 1921 behoorde zij tot het ensemble van de première te Frankfurt am Main van Wigmans beroemde Zeven dansen van het leven (Sieben Tänze des Lebens). Twee jaar later beleefde een enthousiast publiek Georgi als solodanseres of als duo samen met Gret Palucca. In de herfst van 1924 kreeg zij door Kurt Joos een engagement als solodanseres aan het stedelijk theater van Münster en voor het seizoen 1925/1926 werd zij de jongste balletmeesteres van Duitsland aan het Reußisch' theater in Gera. Daar begon zij haar werk met een dansavond met de uitvoering van Arabische Suite en Persisches Ballett van Egon Wellesz. Op 31 december 1925 ging daar de danskomedie Barabau van de componist Vittorio Rieti in première. De uitvoering lokte zelf de critici van de dagbladen uit Berlijn na Gera. Het dansensemble gasteerde daarmee ook aan het "Schauspielhaus Leipzig" en aan de "Volksbühne" in Berlijn. In 1926 choreografeerde Georgi ook Pulcinella van Igor Stravinsky.
Van begin af aan heeft Georgi een voorliefde voor "moderne" componisten. Na het succesrijke jaar in Gera gaat zij als balletmeesteres aan het stedelijke theater Hannover en richt aldaar een eigen school voor dans op. Onder haar leiding ontwikkelde Hannover zich tot een centrum voor moderne dans; haar uitvoeringen vonden internationale aandacht en respect. Er volgden uitnodigingen voor gastspelen in binnen- en buitenland. Tot haar eerste balletavond in december 1926 danst Harald Kreutzberg als gast van de Berlijnse Staatsoper Unter den Linden de hoofdrol in Petroesjka; in 1927 wisselt Kreutzberg geheel als solodanser naar Hannover. In deze periode ontstaan de eerste duodansavonden Georgi-Kreutzberg. De toen gemaakte foto's weerspiegelen de harmonie en overeenstemming, de schoonheid van de bewegingen en vormen van beide gelijkwaardige persoonlijkheden. Tot het einde van het seizoen 1931/1932 verblijft Georgi in Hannover, toen gingen ook Harald Kreutzberg en Yvonne Georgi elk hun eigen weg.
In 1931 choreografeerde zij op uitnodiging van de Wagnervereeniging in Amsterdam de opera Acis en Galatea en danste zelf de hoofdrol. Op 28 januari 1932 huwde zij in Amsterdam de dirigent en chef van de afdeling Feuilleton alsook muziekcriticus van het dagblad De Telegraaf Louis Marie George Arntzenius (1898-1964), beter bekend onder L.M.G. Arntzenius. Enkele jaren werkt ze zowel in Hannover als in Amsterdam, maar in 1936 vestigt ze zich definitief in Nederland. In Amsterdam richtte zij eveneens een eigen dansschool op. Zij werkt vanaf 1936 vast voor de Wagnervereeniging en met assistentie van Mascha ter Weeme wordt het ballet der Wagnervereeniging opgericht. In november 1936 debuteert dit ensemble met Festive Dances van Henry Purcell, Diana van Alex Voormolen en Coppélia van Léo Delibes. Het laatstgenoemde werk werd door Georgi gechoreografeerd. In het seizoen 1937-1938 wordt de naam van de balletgroepen van de Wagnervereeniging veranderd en zij heten voortaan Balletten Yvonne Georgi. Met deze groepen verzorgde zij regelmatig tijdens het seizoen optredens in de Amsterdamse Stadsschouwburg en het Scheveningse Kurhaus. Met haar moderne choreografieën brengt Georgi een nieuwe periode in de Nederlandse danswereld. Het ballet Schaduwen in de choreografie van Georgi op muziek van de toen nog jonge Nederlandse componist Wolfgang Wijdeveld ging op 16 augustus 1938 in het Kurhaus Scheveningen in première. De componist speelde zelf en samen met Luctor Ponse aan twee piano's het werk; de andere balletten aan deze avond werden begeleid door het Residentie Orkest onder leiding van L.M.G. Arntzenius. De balletten Yvonne Georgi werden op 1 oktober 1941 opgenomen in het Gemeentelijk Theaterbedrijf Amsterdam. Hierdoor kreeg ze een vaste groep met financiële steun, een permanente locatie en een verbintenis met de Opera. Ze stond echter volledig onder Duitse toezicht. Ze trad ook op met haar gezelschap in Duitsland. Naast optredens in de voorstellingen van de afdelingen Toneel en Opera werd het ensemble gelegenheid gegeven zijn zelfstandige werkzaamheden verder te ontplooien. In 1941 choreografeerde zij het ballet Orpheus en Eurydice van Henk Badings en haar echtgenoot Louis Marie George Arntzenius dirigeerde het orkest tijdens de première op 17 april 1941 in de Amsterdamse Stadsschouwburg. Verdere hoogtepunten waren Die Geschöpfe des Prometheus van Ludwig van Beethoven, Petroesjka van Igor Stravinsky, Goyescas van Enrique Granados en Carmina Burana van Carl Orff.
Na de oorlog werd zij wegens collaboratie veroordeeld tot een beroepsverbod van 2 jaar. In 1949 ging zij verbitterd terug naar Duitsland.
Zij werd balletmeesteres van de "Abraxas-Compagnie" en vanaf 1951 aan het stedelijk theater van Düsseldorf. In 1954 vertrekt zij opnieuw naar Hannover en werd balletmeesteres en later balletdirecteur van de stedelijke opera aldaar. Met een zeer engageert ensemble poogt zij een opzienbarend repertoire op te bouwen. Het ensemble verkrijgt de garantie naast de obligatorische optredens in opera en operette eigen dansavonden te verzorgen. In Hannover kan George haar voorstellingen van een synthese tussen ballet en vrije dans omzetten. Onder haar leiding beleeft de stad talrijke premières, onder andere in 1957 een "elektronisch" ballet naar muziek van Henk Badings.
Georgi is van 1959 tot 1973 professor en hoofd van de afdeling dans aan de Hochschule für Musik und Theater Hannover. In 1970 werd zij onderscheiden met de Nedersaksische Orde van Verdienste en in 1974 met de Niedersächsische Landesmedaille. Georgi’s lichaam is begraven in een eregraf op de begraafplaats Stadtfriedhof Engesohde in Hannover. Haar nalatenschap wordt grotendeels bewaard in het Duitse dansarchief (Deutsches Tanzarchiv) in Keulen en de rest in het theatermuseum in Hannover.

## Trivia
In Hannover is de Yvonne-Georgi-Allee alsook in de stad Langenhagen de Yvonne-Georgi-Weg na haar vernoemd.